# Deutsch (cratera)

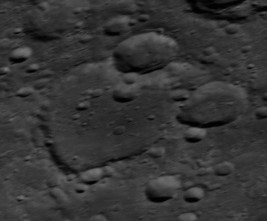
Oblíqua Apollo 14 Hasselblad imagem da câmera (voltada para o leste)

Deutsch é uma cratera de impacto lunar no outro lado da Lua . Encontra-se a sudoeste da cratera maior Seyfert. Cerca de uma cratera a leste-nordeste é Polzunov.
Seu nome vem de Armin Joseph Deutsch , um astrônomo americano e autor de ficção científica.
Esta cratera tem uma borda relativamente baixa e erodida que é fortemente danificada ao longo da seção sudeste.. Esta porção é sobreposta pelo Deutsch F ao longo do leste e Deutsch L ao sul, com uma região irregular entre estas duas formações. O piso interno do Deutsch é relativamente nivelado, mas é marcado por uma série de pequenos impactos.
Um raio de Giordano Bruno ao norte-noroeste passa ao longo da borda ocidental de Deutsch.

## Crateras satélites
Por convenção, essas características são identificadas nos mapas lunares, colocando a letra ao lado do ponto médio da cratera mais próximo de Deutsch.
| Deutsch | Latitude | Longitude | Diâmetro |
| ------- | -------- | --------- | -------- |
| F       | 24,1 ° N | 112,0 ° E | 31 km    |
| L       | 22,4 ° N | 110,8 ° E | 36 km    |